# Sheepworld
Sheepworld (dt. Schafwelt, gegründet 1997) ist eine der größten deutschen Geschenkartikel-Firmen mit europaweitem Verkauf und dem Hauptsitz in Ursensollen. Besonders bekannt ist das im Jahr 2004 erschienene Motiv Ohne Dich ist alles doof, welches europaweit erhältlich ist.

## Geschichte
Die Firma wurde von Stefanie Rölz und Tobias Hiltl 1997 gegründet. Die beiden lernten sich nach dem Abitur in einem Ferienjob kennen. Da Rölz gerne Comicmotive zeichnete, entschieden sich die beiden erst 19-Jährigen, einen kleinen Vertrieb zu gründen, der anfangs Steff Productions hieß und im elterlichen Keller beheimatet war.
Bereits drei Jahre später entwickelte sich die Firma zu einem Millionenunternehmen mit damals schon rund 50 Mitarbeitern.
Aufgrund des Wachstums sind die Waren sogar vom Vereinigten Königreich bis zu den Vereinigten Arabischen Emiraten erhältlich.
2001 erreichte Sheepworld mit seinen Produkten rund um die Schafe Sille, Søren und Sisqo bei dem Spielwarenanbieter und Plüschtierhersteller NICI einen Anteil von 6,7 % am Gesamtumsatz, was einem Wert von umgerechnet 4,8 Millionen Euro entspricht.
2005 vergrößerte sich die Firma noch einmal, erreichte einen Umsatz von 23 Millionen und beschäftigte 60 Mitarbeiter.
2007 wurde das Sondermodell „sheepworld“ Renault Twingo zu einem Preis ab 12.999 Euro deutschlandweit vertrieben. Besonderheit des Sondermodells war der Sonderrabatt von 1.000 Euro, den die Sheepworld AG jedem Käufer des Twingo für ein gebrauchtes Plüsch-Schaf gewährte, und die Übernachtung mit Frühstück in einem Landgasthof für die Käufer, die ihren Wagen selbst abholen wollten.
Im Mai 2008 wurde der vergrößerte Bürokomplex schließlich fertiggestellt und bezogen. Ein weiterer Meilenstein im selben Jahr war die Ausweitung des Produktsortiments auf die Automobilbranche. Mit der Kaufmann Neuheiten GmbH, einem international tätigen Vertriebsunternehmen (Disney, SUPERRTL und Warner Bros.), wurde ein Lizenzvertrag abgeschlossen, der Neuheiten im Bereich Autozubehör zum Inhalt hatte.
Im Geschäftsjahr 2011 ging der Gesamtumsatz der Sheepworld AG von 16 Millionen Euro auf 12,5 Millionen Euro (2010) zurück. Zum Jahresende 2011 beschäftigte Sheepworld 52 Mitarbeiter, davon sieben Auszubildende.
Chancen für die zukünftige Unternehmensentwicklung sieht die Firma darin, sich bzgl. der Produktpalette breiter aufzustellen und neben den Schafprodukten weitere Lizenzen, wie z. B. Blinies oder Nichtlustig, zu kaufen und diese zu vermarkten. So soll aus der Firma eine Multibrand Company werden. Ob sich diese Hoffnungen erfüllen, ist aufgrund Aussagen eines betroffenen Lizenzgebers zweifelhaft.

## Produkte
Inzwischen gibt es über 1500 verschiedene Produkte im Geschenkartikelbereich und im Verlagswesen, darunter alle möglichen Waren wie Kaffeetassen, Kuscheltiere, Postkarten oder Bücher. Die Produkte sind sowohl im Einzelhandel als auch bei den großen Versandhändlern wie Otto-Versand, Autozubehörlieferanten wie Auto-Teile-Unger (ATU) (Sitzbezüge) und Drogeriehändlern wie Rossmann (Personenwaage von Söhnle), erhältlich. Laut Jana Blaschka überzeugt Sheepworld bei seinen Produkten durch ein konstantes Erscheinungsbild mit stimmigen Designs und solider Auswahl der Produkte.

## Kontroversen

### Kontroverse zur Flüchtlingshilfe
Anfang Juli 2019 veröffentlichte Human Blood – ein Vertrieb von Statement-Wear gegen Diskriminierung – einen Blogartikel, in dem die Entscheidung des Human-Blood-Gründers Benjamin Hartmann bekannt gegeben wurde, die Zusammenarbeit mit der Sheepworld AG mit sofortiger Wirkung einzustellen und alle bisher aus dieser Kooperation erzielten Gewinne an die Seenotrettung zu spenden. Als Grund wurde angegeben, dass Tobias Hiltl, Vorstand der Sheepworld AG, auf seinem privaten Facebook-Profil gegen Flüchtlinge hetze. Wörtlich schrieb Hiltl laut Medienberichten über die Kapitänin der Sea-Watch 3 Carola Rackete: „Das ist echt ein Witz die Schlepperin und Menschenhändlerin unterstützende Rakete auch noch zu hofieren und ihre Tat für gut heißen.“ Er teilte auf Facebook nicht nur zahlreiche AfD-Beiträge, sondern schrieb auch von der „Einwanderung assozialer Kulturen“, behauptete, dass in Deutschland der Sozialismus regiere und Meinungsfreiheit nur erlaubt sei, „wenn sie links grün verseucht ist!“ (Rechtschreibung/Grammatik unverändert). Gegenüber der Amberger Zeitung wehrte sich Hiltl gegen den Vorwurf, Rassist zu sein. Seine Facebook-Beiträge bestritt er nicht. Hiltl selbst bezeichnete sich als „liberal-konservativ“, er sei weit davon entfernt, ein Anhänger der AfD zu sein. Das Label Human Blood wurde insbesondere in den sozialen Medien für sein Vorgehen gelobt. In einer Pressemitteilung erklärte die Sheepworld AG, es handele sich bei Hiltls „privaten Meinungsäußerungen“ nicht um eine Position des Unternehmens.

### Klageandrohung gegen Cartoonisten
Der Cartoonist Maxim Seehagen karikierte den CDU-Kanzlerkandidaten Armin Laschet in Anlehnung an das Sheepworld-Motiv „Ohne dich ist alles doof“, mit „Ohne mich ist alles links“. Daraufhin drohte Sheepworld mit einer juristischen Auseinandersetzung. Zwar wäre das Motiv wahrscheinlich von der Kunstfreiheit gedeckt gewesen, die Rechtslage war auf Grund einer wenige Wochen vorher in Kraft getretenen Urheberrechtsreform unklar. Seehagen zog die Zeichnung daraufhin zurück.
Eine ähnliche Nutzung von Sheepworldmotiven von der Jungen Union gegen den SPD-Kanzlerkandidaten Martin Schulz blieb vier Jahre zuvor dagegen folgenlos.